# V382 الجؤجؤ
ڤي 382 الجؤجؤ ويُعرف (بالإنجليزية : V382 Carinae) هو نجم عملاق فائق أصفر يقع مرتكزًا في حدود كوكبة الجؤجؤ، وهو نجم متغير من النوع G، ويمكن رؤيته بالعين المجردة دون الحاجة لأي أداة ، ورغم أنه نجم متغير إلا أن بعض المراصد أكدت أن إضاءة النجم ثابتة حتى تم اعتباره نجمًا متغيرًا في عام 1981.

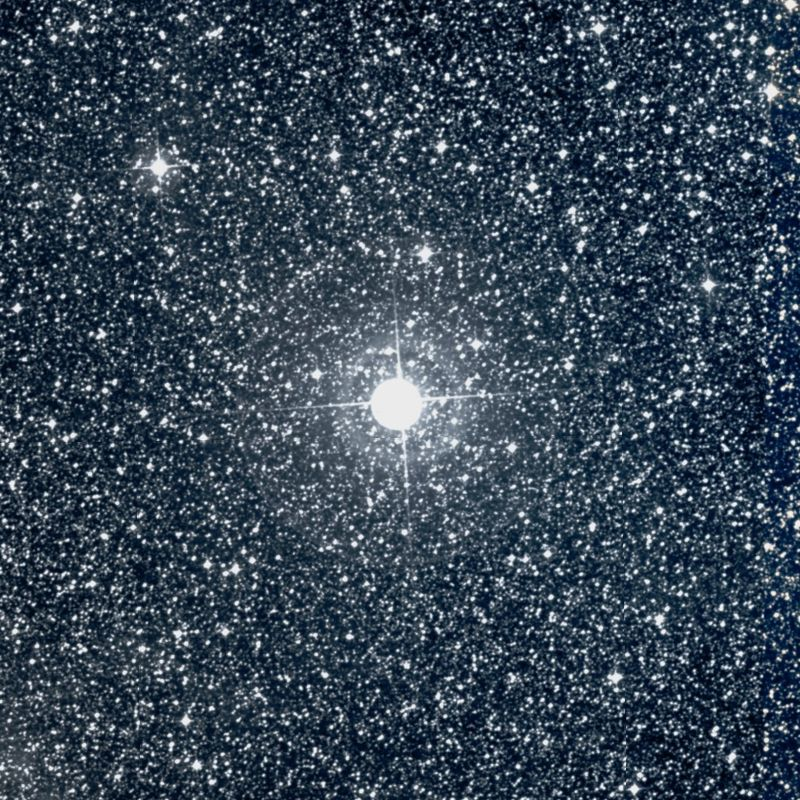
V382 Carinae

## الأرصاد
يمكن رصد ڤي382 الجؤجؤ بالعين المجردة، ويتحرك النجم بمقدار 0.13± 1.67 مللي ثانية قوسية / سنة ناحية الشمال، وبمقدار 0.17± 4.97 مللي ثانية قوسية / سنة ناحية الشرق.
ويتحرك بسرعة شعاعية مقدارها 0.5±6 كلم/ث، أي أن الشمس وڤي 382 الجؤجؤ يقتربان، يعتبر العملاق ڤي 382 الجؤجؤ نجمًا متغيرًا حيث يتغير حجمه وكذلك قدره المطلق حيث يتراوح عادةً بين 4.154 و 4.063 حيث تمتد فترات تغيره حتى 2.4 ساعة.

## الخصائص الفيزيائية
ڤي 382 الجؤجؤ هو عملاق فائق أصفر من النوع G حيث يقارب نصف قطره 350,000,000 كلم، وتُقدر درجة حرارة سطحه ب5900 كلفن، لهذا يكون لونه بين الأبيض والأصفر ، وتبلغ كتلته 31^10*4 كجم.